# اسنوماس ویلیج (کلرادو)
اسنوماس ویلیج (به انگلیسی: Snowmass Village) شهری در ایالت کلرادو کشور ایالات متحده آمریکا است که جمعیت آن در سرشماری سال ۲۰۱۰ میلادی، ۲٬۸۲۶ نفر بوده‌است.